# Satolas-et-Bonce
Satolas-et-Bonce è un comune francese di 2 103 abitanti situato nel dipartimento dell'Isère della regione dell'Alvernia-Rodano-Alpi.

## Società

### Evoluzione demografica
Abitanti censiti